# مطار حلفا الجديدة
مطار حلفا الجديدة (إياتا: NHF، إيكاو: HSNW) هو مطارٌ يخدم حلفا الجديدة في ولاية ولاية كسلا السودان. يقع المطار على ارتفاع 1480 قدمًا (451 مترًا) فوق مستوى سطح البحر، ويضم مدرجًا واحدًا يبلغ طوله 1500 متر (4921 قدمًا).

## روابط خارجية
- تاريخ الحوادث لـ (NHF) على شبكة سلامة الطيران.